# Михайловский, Владислав Борисович
Владислав Борисович Михайловский (29 декабря 1929, Ульяновск, Средневолжский край — 20 января 2020) — советский футболист, нападающий, советский и российский футбольный тренер.

## Биография
Воспитанник ульяновского футбола. В 24-летнем возрасте перешёл в сталинградское «Торпедо» (позднее — «Трактор», ныне — «Ротор»). Провёл в команде семь сезонов, за это время сыграл в классе «Б» 149 матчей и забил 44 гола. В 1960 году завершил игровую карьеру и вошёл в тренерский штаб клуба.
В 1962 приглашён на должность главного тренера ульяновской «Волги» по инициативе председателя областного спорткомитета Феликса Козловского. Со временем тренеру удалось поднять результаты команды, она стала занимать места в верхней половине таблицы своей зоны второй лиги. В 1967 году «Волга» стала победителем зонального турнира, а в финальном турнире первенства РСФСР завоевала серебряные медали и поднялась дивизионом выше. Тренер продолжал работать в Ульяновске до июля 1970 года, под его руководством команда за 8,5 сезонов провела более 300 матчей в первенствах СССР. Также внёс вклад в развитие хоккея с мячом в городе.
В 1970-е годы в течение шести сезонов с перерывом работал главным тренером дзержинского «Химика». Затем возглавлял «Гастелло» (Уфа), череповецкий клуб «Строитель»/«Булат» и «Динамо» (Махачкала).
После окончания карьеры жил в Череповце.
В августе 2019 года внесён в «Золотую книгу Почета города Ульяновска».
Похоронен на Северном кладбище Ульяновска.